# تات‌لار، جلیل‌آباد
تات‌لار (به ترکی آذربایجانی: Tatlar) یک منطقهٔ مسکونی در جمهوری آذربایجان است که در شهرستان جلیل‌آباد واقع شده‌است.